# Wim Eijk
Willem Jacobus (Wim) Eijk (Duivendrecht, 22 juni 1953) is een Nederlands geestelijke en een kardinaal van de Rooms-Katholieke Kerk.
Eijk is sinds 11 december 2007 aartsbisschop van Utrecht en sinds 18 februari 2012 kardinaal. Hij werd bekend als bisschop van het bisdom Groningen-Leeuwarden en staat ook bekend om zijn kennis van de medische ethiek en de bio-ethiek. Als aartsbisschop van Utrecht is hij tevens metropoliet van de Nederlandse kerkprovincie van de Rooms-Katholieke Kerk. Zijn conservatieve opvattingen, in het bijzonder over homoseksuelen en gescheiden mensen, zijn vaak onderwerp van kritiek en controverse.

## Levensloop

Bisschop van Groningen

Wim Eijk werd geboren uit een gemengdgelovig huwelijk, zijn vader was doopsgezind en zijn moeder was katholiek. Hij volgde van 1959 tot 1965 basisonderwijs aan de Sint-Joannesschool te Duivendrecht en van 1965 tot 1971 doorliep hij de middelbare school aan het Sint-Nicolaaslyceum in Amsterdam. Hij voltooide in 1978 zijn studie geneeskunde aan de Universiteit van Amsterdam en vanaf 1979 combineerde hij de priesteropleiding aan het grootseminarie Rolduc met een studie in de medische ethiek aan de Rijksuniversiteit van Leiden. In 1984 werd hij door bisschop Gijsen tot diaken gewijd en in 1985 werd hij priester gewijd voor het Bisdom Roermond. Daarna ging hij als kapelaan aan het werk in de parochie van de heilige Antonius van Padua in Blerick en promoveerde hij tegelijkertijd in Leiden tot doctor in de geneeskunde onder begeleiding van prof. A.M. Luyendijk-Elshout en dr. Heleen Dupuis op een proefschrift over euthanasie. In 1990 behaalde hij bovendien aan de Pauselijke Universiteit Sint Thomas van Aquino in Rome, het zogenaamde Angelicum, een licentiaat en doctoraat in de filosofie. Dit tweede proefschrift behandelde genetische manipulatie. Op dat moment werd hij tevens benoemd tot hoogleraar in de filosofie en de medische ethiek aan het MEDO, het Pauselijk Instituut voor Huwelijk en Gezin in Kerkrade. Ook behaalde hij nog een licentiaat in de theologie aan de Lateraanse universiteit te Rome. Tegelijkertijd ging hij moraaltheologie doceren aan het seminarie Rolduc van het bisdom Roermond en het grootseminarie Sint-Janscentrum van het bisdom 's-Hertogenbosch. Nadat in 1996 het MEDO werd gesloten, verhuisde Eijk naar Lugano in Zwitserland, waar hij docent moraaltheologie werd aan de theologische faculteit van de plaatselijke universiteit. Van 1997 tot 2002 was hij lid van de Internationale Theologencommissie.

## Bisschop van Groningen

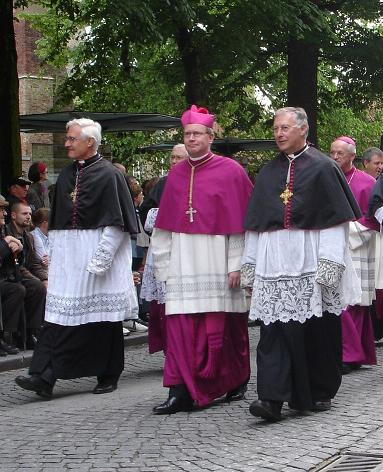
Wim Eijk (midden), tijdens de Heilig Bloedprocessie in Brugge (2007)

Toen Wim Eijk op 17 juli 1999 als opvolger van bisschop Möller door Paus Johannes Paulus II als bisschop van Groningen werd benoemd, koos hij de wapenspreuk Noli recusare laborem ("Weiger het werk niet"). Dit zijn woorden die Sint Martinus, patroonheilige van de stad Groningen, op zijn sterfbed sprak. Ze brengen tot uitdrukking dat Eijk zijn roeping tot het einde trouw wil blijven. De wijding volgde op 6 november 1999 in de Sint-Jozefkathedraal door kardinaal Simonis, mgr. Wiertz en mgr. Utleg, bisschop van Ilagan (Filipijnen).

#### Reacties op de benoeming
De benoeming van Eijk leidde tot protest van de kant van onder andere Nederlandse Vereniging voor Integratie van Homoseksualiteit COC, de priester Herman Verbeek en de Acht-Mei-beweging en kerkhistoricus Ton van Schaik. De laatste verweet Eijk "onpastoraal en onbarmhartig" te zijn in zijn opvattingen over seksualiteit. "Dit zijn denkbeelden uit de jaren dertig, relicten uit een afgesloten verleden." Aanleiding was dat Van Schaik in collegedictaten moraaltheologie van Eijk passages had aangetroffen over homoseksualiteit die inhielden dat homo's niet in staat zouden zijn tot liefde en slechts aan 'wederzijdse zelfbevrediging' zouden doen.
Het Nederlands-Israëlitisch Kerkgenootschap (NIK) was kritisch omdat de bisschop zou hebben verklaard dat wat de Katholieke Kerk de Joden in de loop der eeuwen had aangedaan, vaak schromelijk overdreven werd.
In een brief van 1 september 1999 aan de gelovigen van het bisdom Groningen ontkende Eijk de beweringen.
Een aangezegde strafvervolging wegens discriminatie werd niet ontvankelijk verklaard, omdat er volgens de officier van Justitie geen opzet in het spel was en de dictaten evenmin voor de openbaarheid bestemd waren geweest.
In de loop van september 1999 luwde deze zaak na verzoenende stappen van de verschillende partijen.

#### Periode van ziekte
In 2001 werd de bisschop getroffen door een hersenbloeding en moest hij zijn bisdom lange tijd aan zijn beide vicarissen overlaten.

#### Beleid inzake priesters en leken
Na deze moeilijke start werd het episcopaat van bisschop Eijk in het Groningse vooral getekend door maatregelen met betrekking tot alle geledingen van de Kerk.
Wat betreft de rol van priesters wist Eijk het relatief hoge aantal priesterstudenten te handhaven. Geregeld werden er diakens en priesters gewijd.
De rol van pastorale werkers werd beperkter door kerkelijke regelgeving strikter toe te passen.
Ook werd de liturgische rol van leken in de Kerk zoals die gegroeid was in de jaren zestig en zeventig door Eijk teruggedraaid.

#### Oprichting Faculteit Katholieke Theologie
Als bisschop-referent voor de opleidingen stond Eijk mede aan de wieg van de Faculteit Katholieke Theologie (FKT) die op 1 januari 2007 werd opgericht en waarvan hij de eerste grootkanselier werd.

#### Naamswijziging bisdom
De naam van het bisdom werd in 2006 gewijzigd in Groningen-Leeuwarden.

## Aartsbisschop van Utrecht
Eijk werd op 11 december 2007 door paus Benedictus XVI tot aartsbisschop van Utrecht benoemd; hij was daarmee de zeventigste opvolger van Willibrord, de "apostel der Friezen". Op 26 januari 2008 werd hij als aartsbisschop geïnstalleerd en nam hij zijn intrek in het Aartsbisschoppelijk Paleis te Utrecht. Tijdens een Heilige Mis in Rome werd hem op 29 juni 2008 door Paus Benedictus XVI het pallium omgehangen.
De reacties op de benoeming van Eijk waren gemengd. Meer vooruitstrevende katholieken uitten hun bedenkingen vanwege zijn rechtzinnige leerstellige opvattingen, maar orthodoxe gelovigen reageerden positief vanwege zijn beleid in het bisdom Groningen-
Leeuwarden.
In interviews gaf Eijk aan dat hij zich vooralsnog niet kandidaat zou stellen voor het voorzitterschap van de Nederlandse Bisschoppenconferentie, hoewel die positie meestal door de aartsbisschop van Utrecht werd vervuld. Hij bleef ook enige tijd de leiding over het bisdom Groningen-Leeuwarden waarnemen.

### Reorganisatie aartsbisdom
In januari 2008 benoemde Eijk een nieuwe vicaris-generaal, mgr. mr. drs. Ted Hoogenboom, en een nieuwe secretaris-generaal, mr. Hans Zuijdwijk. Eijk initieerde vrijwel onmiddellijk een reorganisatie, onder meer inkrimping van het aantal voltijdse formatieplaatsen van 57 naar 35. Volgens Van Schaik leidde daarbij met name een gebrek aan communicatie tot grote onrust in het aartsbisdom. Eijk werd kwalijk genomen dat daags voor kerstmis 2008 aan dertien medewerkers per brief ontslag werd aangezegd. Eijk zette de reorganisatie door, ondanks grote bezwaren van de ondernemingsraad van het aartsbisdom.
Ook zijn voorganger Simonis was volgens het Katholiek Nieuwsblad niet gelukkig met de aanpak van de nieuwe aartsbisschop. Volgens de Gelderlander is het "een publiek geheim dat de kardinaal geen woord meer met de nieuwe aartsbisschop wenste te spreken en ook niet meer met hem aan dezelfde tafel wilde dineren bij afscheidsbijeenkomsten." Mgr. Eijk zelf noemde deze crisis desgevraagd een "storm in een glas water".
Naar aanleiding van de herwijding van de Utrechtse Sint-Willibrordkerk op 25 januari 2009, publiceerde de Volkskrant een achtergrondartikel, waarin het eerste jaar van Eijks aartsepiscopaat werd besproken. Hierin leverden kerkhistorici Ton van Schaik en Peter Nissen stevige kritiek op de aartsbisschop. Beiden verweten de aartsbisschop niet-communicatief te zijn, te weinig spirituele leiding te geven en de organisatie van het aartsbisdom op zijn kop te hebben gezet. Uit het artikel bleek verder dat Eijk in het aartsbisdom Utrecht nog een grote onbekende was.
Op 17 maart 2012 maakte Trouw melding van onzorgvuldig behandelen van aantijgingen tegen kindermisbruikers.
Kardinaal Eijk was op 27 april 2014 een van de weinige kardinalen die, wegens drukke werkzaamheden, verstek liet gaan bij de heiligverklaring in Rome van de pausen Johannes XXIII en Johannes Paulus II. Dit leidde tot geïrriteerde reacties.

### Sluiting Ariënskonvikt
Op 3 november 2009 maakte aartsbisschop Eijk bekend dat hij de aartsdiocesane priesteropleiding Ariënskonvikt zou gaan sluiten aan het einde van het lopende studiejaar omwille van het sterk teruglopende aantal priesterstudenten en de nijpende financiële situatie van het aartsbisdom. Toekomstige priesterstudenten van het aartsbisdom moeten voortaan hun opleiding volgen aan het grootseminarie De Tiltenberg in het bisdom Haarlem-Amsterdam. Het besluit stuitte op kritiek van het Ariënskonvikt zelf en van de aan het konvikt verbonden Faculteit Katholieke Theologie, Utrecht. De bisschop van Groningen-Leeuwarden, mgr. de Korte, zelf alumnus van het Konvikt, toonde zich teleurgesteld over de voorgenomen sluiting van de aartsdiocesane priesteropleiding, die ook geldt als de opleiding van het bisdom Groningen. Eijk verdedigde zijn besluit in de Nederlandse pers.
Overigens is er sinds 2014 in Utrecht opnieuw sprake van een priesteropleiding, nu onder de naam Ariënsinstituut.

### Benoeming twee hulpbisschoppen
In december 2009 maakte het Vaticaan bekend dat Utrecht twee nieuwe hulpbisschoppen zou krijgen: de bovengenoemde Ted Hoogenboom en Herman Woorts. De bisschopswijding van beiden vond plaats op 13 februari 2010.

### Ontslag prominente vrijwilligster
Eind 2009 verbood Eijk vrijwilligster Nelly Stienstra, voorzitster van het Contact Rooms-Katholieken, nog langer actief te zijn in de kathedrale Sint-Catharinakerk. Dit omdat zij afbreuk gedaan zou hebben aan Eijks integriteit door (deze) openlijk via de media in twijfel te trekken en door meer dan eens tijdens een liturgisch viering in de kathedrale kerk van St. Catharina ostentatief te laten blijken dat (zij) het met enkele van (Eijks) beleidsbeslissingen niet eens (was). Het conflict zou met name betrekking hebben op Stienstra's kritiek op de sluiting van het Ariënskonvikt. Begin 2010 betoogde kerkhistoricus Ton van Schaik dat de aartsbisschop - nu hij ook in openlijk conflict was met een vooraanstaande vertegenwoordigster van de Nederlandse orthodoxie - steeds meer leegte om zich heen creëerde: 'Eijk maait iedereen weg die maar een flintertje kritiek heeft. Als hij wakker wordt, ziet hij een woestijn om zich heen.' Eind januari 2010, verdedigde de prelaat zich in een opiniebijdrage in de Volkskrant en op radio en televisie. Over de reorganisatie van het aartsbisdom zei hij: 'Ik denk dat de noodsituatie van het bisdom daadkrachtig en snel ingrijpen vergde. Ik denk dat grosso modo als ik zo kijk naar de wijze waarop gereorganiseerd is en de beslissingen die zijn genomen, we het niet heel anders hadden kunnen doen.' Over het conflict met Nelly Stienstra merkte hij op: 'Zowel voor orthodoxe gelovigen als voor meer vrijzinnigen geldt dat hij of zij zich hebben te gedragen. Bijna ontstond de indruk dat ik vrijwilligers niet zou waarderen. Dat doe ik wel degelijk! Zonder de talrijke vrijwilligers zou het aartsbisdom niet draaien. Hun inbreng stel ik zeer op prijs.'

### Beleid sluiting van kerken
Een belangrijke beleidslijn van de kardinaal is dat hij de leegloop van kerken in zijn aartsbisdom te lijf wil gaan door tientallen kerken te sluiten en parochies te fuseren. Zijn verwachting is dat het aartsbisdom over vijftien jaar nog een stuk of twintig kerkgebouwen telt. Nu zijn dat er nog driehonderd. Eijk heeft naar eigen zeggen geen keuze: de meeste dorpen en plaatsen zouden niet meer genoeg geld en personeel hebben om de kerk open te houden.
Begin 2015 keerden 93 emeritus-priesters, pastoraal werkers, diakens en dekens uit het aartsbisdom Utrecht zich tegen zijn beleid. In een petitie verklaarden ze zich solidair met de priester Jozef Wissink, die Eijk in een open brief 'sektarisme' en 'dictatoriale trekken' bij het sluiten van kerken verweet. Wat Wissink betreft moesten lokale gemeenschappen de kans krijgen om hun kerk te verhuren als concert- of toneelzaal, bibliotheek of buurthuis. De extra inkomsten die dat oplevert, kunnen helpen om de kerk open te houden. Als oplossing van het priestertekort wilde Wissink de paus vragen om 'op zijn minst' ook getrouwde mannen tot priester te wijden. Een aan paus Franciscus gerichte noodkreet om het beleid van kerksluiting te keren, leverde ruim 12.000 steunbetuigingen op.
Het beleid van de kardinaal leidde tot verdeeldheid met andere bisschoppen, met name de bisschoppen Gerard de Korte (Bisdom Groningen-Leeuwarden, sinds 2016 Bisdom 's-Hertogenbosch), en Frans Wiertz (Bisdom Roermond), die juist proberen zoveel mogelijk parochies en kerken overeind te houden.
In december 2016 dwong de kardinaal van de H. Plechelmusparochie te Saasveld tot twee keer toe de uitvoering van een boeteritus af wegens vermeende ontheiliging van de kerk, een keer wegens de vervanging van de stenen altaartafel door een verplaatsbare houten tafel, een keer wegens de uitvoering van The Armed Man: A Mass for Peace in de kerk. Bij een derde overtreding pleegt een kardinaal de kerk aan de eredienst te onttrekken. Volgens Eijk is het kerkgebouw een heilige plaats en dus niet geschikt voor multifunctioneel gebruik. Volgens de parochianen is dit laatste nodig om te kunnen blijven bestaan.
In 2018 stelde Eijk zijn verwachting omtrent het aantal kerken dat in 2028 in het aartsbisdom nog voor eucharistievieringen gebruikt zal worden, bij naar nog maar tien tot vijftien kerken. De snelle daling van het kerkbezoek en de financiële situatie van de parochies waren daar volgens de kardinaal de oorzaak van. Jaarlijks daalt het kerkbezoek van katholieken met vijf à zes procent. Van de 3,5 miljoen katholieken die Nederland officieel telt gaan er bijna geen naar de kerk. In de 21e eeuw daalde het aantal kerkgangers in het weekend volgens cijfers van het onderzoeksbureau KASKi van 467.700 in 2000 naar 91.600 in 2023. "De kerk wordt niet gesloten door mensen die nog wel komen of door mij, maar door degenen die wegblijven en niet meer bijdragen", zei kardinaal Eijk in een interview. Hij gaf aan dat hij in 2014 te positief was met zijn voorspelling. Eijk houdt er rekening mee dat de parochies van zijn bisdom massaal moesten gaan fuseren. In een open brief aan Eijk in september 2018 zette VVD-fractieleider Klaas Dijkhoff uiteen waarom hij de katholieke kerk heeft verlaten. "U heeft het irrationele verzet tegen me officieel uitschrijven gebroken."